# 掏空
掏空是金融术语中向公司关联方进行利益输送的一个通俗说法。它通常指某家公司的股东或者管理階层以不合理的低价或其他手法将公司资产售予或轉讓給另一家公司。而做出此类决策的股东和管理层往往和另一家公司存在利益关联，甚至完全控制另一家公司，使他们能够从这项交易中获利。掏空的特点在于它不同于盗窃公司资产直接将公司的利益转移至某个私人账户，参与掏空行动者通常会使各项安排看似合法，因此掏空对公司的影响更加隐蔽。
虽然掏空是不道德的交易安排已是一项共识，但对掏空行为的处罚在各国有着很大不同。一些国家会对此类行为的参与者课以刑事制裁，而其它国家则采用民事诉讼的方式处理，或不具任何制裁措施。

## 学术研究
由于掏空的发生需要符合相关的法律以规避法律监管，因此掏空决策通常是由对公司有控制权的管理者或控股股东做出的，因为它们具有安排和执行一般公司决策的权力，并且这一现象在全球多个国家均有发生。而掏空的直接受害者，除了公司自身，还有公司的中小股东和债权人，因此掏空的研究通常与公司治理的研究相关。
一些取得较多共识的关于掏空研究成果包括：
- 所有权的结构，特别在股权结构呈金字塔式时，第一大股东、终极控制人对公司的控制程度与掏空行为显著有关[3]。
- 公司所有权的性质与掏空的发生有关，国家控股股东有更多的动机掏空公司，这与国有企业管理者的激励较低有关[3]。类似的研究在对中国的家族上市公司中也有相似的研究结论[4]。
- 跨境上市能够减少掏空的发生，这与不同市场要求的信息披露透明度和外部的投资者保护机制有关[4]。